# Naminé
Naminé is een personage in het spel Kingdom Hearts. Ze werd voor het eerst gezien in de Game Boy Advance-versie Kingdom Hearts: Chain of Memories, gebaseerd op de release-datum het tweede spel van de kingdom hearts-reeks. Naminé is een heks die het geheugen van mensen kan bewerken. Ze kan herinneringen laten verdwijnen en zelfs valse herinneringen creëren en inplanten in het geheugen van mensen.
In het spel Kingdom Hearts: Chain of Memories wordt Namnié vastgehouden in Castle Oblivion, waar het hele spel zich afspeelt, door Larxene en Marluxia, twee leden van Organization XIII. Ze dwingen haar het geheugen van Sora, Donald en Goofy (die ze het kasteel ingelokt hebben) te manipuleren. Door zo langzaam maar zeker de macht over Sora te krijgen hopen ze hem te kunnen gebruiken om de Organizatie over te nemen.
Uiteindelijk wordt Naminé bevrijd door Axel, Marluxia en Larxene worden ontmaskerd en verslagen en Naminé begint aan het herstel van Sora's geheugen. Op een bepaald moment blijken er echter enkele herinneringen te ontbreken. Ze zitten in Roxas, een Nobody van Sora, die gevormd werd toen hij zichzelf in een Heartless veranderde om Kairi te redden. Er is echter nog een ander 'persoon' waarin herinneringen van Sora gevangen zitten, namelijk die van Kairi. Ze zitten vast in Xion, een 'pop' die oorspronkelijk door Organization 13 gemaakt was om de krachten van Roxas, die de Keyblade kan gebruiken, te kopiëren. Langzaam maar zeker begint Xion echter een eigen uiterlijk en persoonlijkheid te ontwikkelen, gebaseerd op de herinneringen aan Kairi die in haar gevangen zitten.
Het 'Xion-plan' dreigt echter te mislukken en de Organizatie besluit om het af te blazen. Met speciale apparaten nemen ze controle over Xion en ze dwingen haar met Roxas te vechten. Deze wint echter en neemt Xions herinneringen in zich op. Uiteindelijk lukt het toch om de herinneringen te 'heroveren' als Riku Roxas verslaat. Hij moet hiervoor echter wel een offer brengen: hij moet de kracht gebruiken van de duisternis. Hierdoor verandert zijn uiterlijk in dat dan de Heartless van Ansem, die zijn duistere kant symboliseert.